# Československá basketbalová liga 1992/1993
1. basketbalová liga 1992/1993 byla v Československu nejvyšší ligovou basketbalovou soutěží mužů, v ročníku 1. ligy hrálo 16 družstev.  Baník Prievidza získala titul mistra Československa, USK Praha skončilo na 2. místě a BK Pezinok na 3. místě. 
Od 1.1.1993 z Československa vznikly dva samostatné státy Česká republika a Slovenská republika. Činnost ukončila Československá basketbalová federace a došlo k pokračování činnosti a soutěží dvou samostatných federací, kterými byly Česká basketbalová federace (ČBF) a Slovenská basketbalová asociácia (SBA). Obě tyto národní basketbalové federace se staly členem Mezinárodní basketbalové federace (FIBA) a její evropské zóny (FIBA), v jejich rámci nástupnickými subjekty za soutěže mužů byla Česká republika a za soutěže žen Slovenská republika. 
Konečné pořadí:
1. Baník Cígel Prievidza (mistr Československa 1992/93) – 2. USK Praha – 3. BK Pezinok – 4. BVC Brno – 5. Inter Bratislava – 6. BK VŠDS Žilina – 7. NK Nový Jičín – 8. Sparta Praha – 9. BK Essex Lučenec – 10. NH Anes Ostrava – 11. Baník Handlová – 12. BK TU Košice – 13. ŠKP Banská Bystrica  – 14. BK TTS Trenčín – 15. SKP Pardubice – 16. Dukla Olomouc		

## Systém soutěže
Všech šestnáct družstev hrálo dvoukolově každý s každým (zápasy doma – venku), každé družstvo odehrálo 30 zápasů. Po základní části československá liga byla ukončena. Nejvyšší basketbalové soutěže byly hrány od roku 1993 samostatně v České republice a na Slovensku.

## Konečná tabulka 1992/93
| Poř. | Tým                    | Z  | V  | P  | Skóre     | Body |
| ---- | ---------------------- | -- | -- | -- | --------- | ---- |
| 1.   | Baník Cígel Prievidza  | 30 | 23 | 7  | 2898:2667 | 53   |
| 2.   | USK Praha              | 30 | 23 | 7  | 2762:2531 | 53   |
| 3.   | Lokomotíva Pezinok     | 30 | 18 | 12 | 2809:2617 | 48   |
| 4.   | BVC Brno               | 30 | 17 | 13 | 2657:2587 | 47   |
| 5.   | Inter Bratislava       | 30 | 17 | 13 | 2550:2572 | 47   |
| 6.   | BK VŠDS Žilina         | 30 | 16 | 14 | 2415:2380 | 46   |
| 7.   | BK Nový Jičín          | 30 | 15 | 15 | 2639:2735 | 45   |
| 8.   | Sparta Praha           | 30 | 15 | 15 | 2659:2532 | 45   |
| 9.   | BK Essex Lučenec       | 30 | 13 | 17 | 2504:2605 | 43   |
| 10.  | NH Anes Ostrava        | 30 | 13 | 17 | 2676:2664 | 43   |
| 11.  | Baník Handlová         | 30 | 13 | 17 | 2450:2497 | 43   |
| 12.  | TU Košice              | 30 | 13 | 17 | 2687:2757 | 43   |
| 13.  | BK ŠKP Banská Bystrica | 30 | 13 | 17 | 2439:2504 | 43   |
| 14.  | BK TTS Trenčín         | 30 | 12 | 18 | 2533:2619 | 42   |
| 15.  | SKP Pardubice          | 30 | 11 | 19 | 2705:2757 | 41   |
| 16.  | Dukla Olomouc          | 36 | 8  | 22 | 2308:2674 | 38   |

## Sestavy (hráči, trenéři) 1992/1993
- Baník Prievidza: Dušan Lukášik, Jaroslav Kraus, Dimavičius, Meleščenko, Uhnák, Floreš, Jelačič, Marchyn, Sestrienka, Jusko, Tábi, Pipíška. Trenér V. Garastas, I. Chrenka
- VŠ Praha: Petr Treml, Bečka, Kameník, Zalužanský, Bašta, Jackson, Novotný, Dvořák, Bednařík, Strejček, Janda, Pivoňka, Kára, Petrželka, Budínský. Trenér František Rón
- Lokomotíva Pezinok: Justin Sedlák, Likjanec, Kuznecov, Orgler, Bošňák, Černický, Sooš, Ištok, Procházka, Marek, Kmáč, Šedivý. Trenér R. Frimmel
- Zbrojovka Brno: Jan Svoboda, Harásek, Šíbal, Jeřábek, Martin Hanáček, Pelikán, Němec, Czudek, P. Musil, Jančař, Švrlinga, Strašák, Kyrš, Beneš, Navrátil, Kučera. Trenér Miroslav Pospíšil
- Inter Bratislava: Polovjanov, Andruška, Mičuda, Weiss, Wimmer, Hudeček, Timko, Hvorečný, Kubrický, Kirchner, Collins, Gabáni, Konečný, Liška, Kollár. Trenér M. Rehák
- Slávia VŠD Žilina:  Buňák, Štefek, Bystroň, Kočvara, Faith, Pavlus, Baláž, Rožánek, Petrák, Židzik, Golian, Fondati, Miš, Paulík, Fedorčík. Trenér L. Hrnčiar
- BK Nový Jičín:  J. Musil, Vainauskas, Ďurček, Fajta, Kubrický, S. Petr, Pospíšil, Spáčil, Tomkevičius, Buriánek, Vítek, Dérkas, Bednařík. Trenér Pavel Pekárek
- Sparta Praha: Václav Hrubý, Michal Ježdík, Jaromír Geršl, Tracey Walston (USA), Petr Janouch, Karel Forejt, Ivan Beneš, Hynek Cimoradský, František Babka, Roman Suk, M. Bakajsa, E. Palatinus, L. Zahoŕík, S. Choutka, Jiří Zídek (1973), M. Lobodáš, M. Modr. Trenér Jiří Zídek
- Essex Lučenec:  Jaroslav Skála, Stanislav Votroubek, Stopka, Vasiliunas, T. Michalík, P. Jančura, Marčok, Kratochvíl, I. Jančura, Koreň, Kucej, Frický, R. Grenda, Potocký, Straško, Tarabus. Trenér J. Müller
- NHKG Ostrava:  Dušan Medvecký, Zdeněk Böhm, Jegorov. Klapetek, Rusz, Rogers, Magnusek, Kalus, Veselý, Chaloupka, Kuffa, Kudela, Volný, Šejda, Malatinec. Trenér A. Cedryk
- Baník Handlová: Knyza. Darulis. Pekár, Sabol, Morávek, Ľ. Smačko, Bárta, Riecký, Mátych, Linkeš, Javúrek. N. Smačko, Ťažký, Kováč. Trenér R. Girskis
- TU Košice: Penikas, Krajňák. Jakubenko. Bule, Šponták, Farkaš, Palko, Meluš, Samec, Brostl, Nagy, Kovalčík. Trenér J. Rešetár
- BK ŠKP Banská Bystrica: Šaptala, Lovík, Jonáš, Miškovič, V. Matejčík. Dorazil, Bruchala, Kmetoni. Hrubina. Vrana, M. Matejčík. Porubčan, Michálik, Kapustík. Trenér L. Doušek
- BK TTS Trenčín: Marko, Mikušovič, Krämer, Jakabovič, Grznár, Chromej, Polcer, Minarovjech, Senko, Burdej, M. Hrnčiar, Dzurila. Trenér M. Majerník
- SKP Pardubice: Miloš Kulich, Martin Jelínek, Vahala, Peterka, Zajíc, Šenkýř, Urbánek, Kolář, D. Musil, Trnka, Kořínek, Lukš, Přibyl, Balek, Dlouhý. Trenér Jan Skokan
- Dukla Olomouc: Formánek, Hlaváč, Suk, Wrobel, Kneifl, Balija, Šimáček, Billík, Lupač, Klimeš, Meluš, Brtník, Sedlák, Zavadil, Baroš, Kukla. Trenér V. Dvořák

## Zajímavosti
- 1992 Předolympijská evropská kvalifikace (Španělsko): Československo bylo šesté mezi 25 týmy a nekvalifikovalo se na OH 1992. Hrálo v sestavě:  Pavel Bečka 111 bodů /9 zápasů, Oto Matický 97 /9, Štefan Svitek 95 /9, Michal Ježdík 87 /9, Václav Hrubý 64 /9, Julius Michalík 63 /9, Jiří Okáč 54 /4, Stanislav Kameník 51 /9, Leoš Krejčí 42 /7, Petr Treml 15 /2, Martin Buňák 8 /1, Jozef Ďurček 6 /1, celkem 693 bodů v 9 zápasech (5-4), chybí statistika 2 zápasů (proti Litvě 73-80 a SSSR 60-88). Trenér Jan Bobrovský, asistent Miroslav Rehák.
- Olympijské hry 1992 Barcelona, Španělsko, v srpnu 1992. Konečné pořadí: 1. USA, 2. Chorvatsko, 3. Litva
- USK Praha v Poháru evropských mistrů 1992/93 hrál 4 zápasy (2-2, 340-321), vyřazen ve 2. kole od CB Estudiantes Madrid (84-99, 68-76) a v Poháru vítězů pohárů 1992/93 hrál 2 zápasy (0-2, 185-221), vyřazen ve 3. kole od CSKA Moskva (96-113, 89-108)
- BVC Brno v Poháru vítězů pohárů 1992/93 hrálo 2 zápasy (0-2, 135-189), vyřazeno  v 1. kole od Pro-Specs EBBC Den Bosch, Holandsko (73-101, 62-88).
- Koračův pohár 1992/93
  - NH Anes Ostrava hrálo 2 zápasy (0-2, 137-162) , vyřazeno v  1/16 od Panionios BC Athens, Řecko (62-82, 75-81)
  - Sparta Praha hrála 1992-93 2 zápasy (0-2 162-186), vyřazen v 1/32 od AEK BC Athény, Řecko (82-91, 80-95)
  - Baník Prievidza hrál 4 zápasy (1-3, 407-415), vyřazen v 1/32 od Taugrés Baskonia Vitoria, Španělsko (93-119, 92-111)
  - BK TTS Trenčín hrál 2 zápasy (0-2, 153-184), vyřazen v 1/32 od HKS Stal Bobrek Bytom, Polsko (83-96, 70-88);
- Vítězem ankety Basketbalista roku 1992 byl Jan Svoboda.